# Vlag van Diepenheim

Vlag van Diepenheim
(1977-2001)

De vlag van Diepenheim werd op 4 februari 1977 bij raadsbesluit vastgesteld als de gemeentelijke vlag van de Overijsselse gemeente Diepenheim. Op 1 januari 2001 ging de gemeente op in de gemeente Hof van Twente, waardoor de vlag als gemeentevlag kwam te vervallen.

## Beschrijving
De beschrijving kan als volgt luiden: 
Zeven banen afwisselend van geel en blauw, waarvan de hoogten zich verhouden als 5:1:3:1:3:5; op de middelste baan, op 1/3 van de vlaglengte vanaf de broeking, een blauwe schijf met een diameter van 5/19 van de vlaghoogte, met daarin een geel Grieks kruis, met een armdikte van 1/19 van de vlaghoogte.
De kleuren zijn ontleend aan het gemeentewapen. De blauwe banen zijn een vereenvoudigde vertaling van de berenklauwen in het wapen. De schijf met het kruis verwijst naar de stadsrechten die in het verleden aan Diepenheim zouden zijn toegekend. Het ontwerp was van de Stichting voor Banistiek en Heraldiek.
Opmerking: Sierksma vermeldt in 1962 dat de instelling van een gemeentevlag voor Diepenheim in voorbereiding was.

## Verwante symbolen

Wapen van Diepenheim
Defileervlag van Diepenheim 1938

Ambt Delden 
· Avereest 
· Bathmen 
· Blokzijl 
· Brederwiede 
· Den Ham 
· Denekamp 
· Diepenheim 
· Diepenveen 
· Genemuiden 
· Goor 
· Gramsbergen 
· Hasselt 
· Heino 
· Holten 
· IJsselham 
· IJsselmuiden 
· Markelo 
· Nieuwleusen 
· Noordoostpolder 
· Olst 
· Ootmarsum 
· Rijssen 
· Stad Delden 
· Steenwijk 
· Steenwijkerwold 
· Urk 
· Vollenhove 
· Vriezenveen 
· Wanneperveen 
· Weerselo
· Wijhe 
· Zwartsluis 
· Zwollerkerspel